# Cape Flattery (Washington)
Cape Flattery es un pueblo ubicado en el condado de Clallam en el estado estadounidense de Washington.

## Geografía
Cape Flattery se encuentra ubicado en las coordenadas 48°22′59″N 124°42′52″O / 48.38306, -124.71444.